# Свалы
Свалы — деревня в Починковском районе Смоленской области России. Входит в состав Даньковского сельского поселения. Население — 16 жителей (2007 год). 
Расположена в центральной части области в 9 км к юго-западу от Починка, в 8 км западнее автодороги А141 Орёл — Витебск. В 10 км северо-восточнее деревни расположена железнодорожная станция Починок на линии Смоленск — Рославль. 

## История
В годы Великой Отечественной войны деревня была оккупирована гитлеровскими войсками в июле 1941 года, освобождена в сентябре 1943 года.